# العادية (الصومعة)

تعديل مصدري - تعديل

العادية هي إحدى قرى عزلة عوين بمديرية الصومعة التابعة لمحافظة البيضاء، بلغ تعداد سكانها 155 نسمة حسب تعداد اليمن لعام 2004.